# پیج همیلتون
پیج همیلتون (انگلیسی: Page Hamilton؛ زادهٔ ۱۸ مهٔ ۱۹۶۰) یک موسیقی‌دان اهل ایالات متحده آمریکا است.